# Гней Сервілій Цепіон (консул 253 року до н. е.)
Гней Серві́лій Цепіо́н (лат. Gnaeus Servilius Caepio; ? — після 253 до н. е.) — політичний, державний і військовий діяч Римської республіки, консул 253 року до н. е., учасник Першої пунічної війни.

## Біографія
Походив з патриціанського роду Сервіліїв, його гілки Цепіонів. Його батько і дід мали однаковий з ним преномен. Його двоюрідними братами були близнюки Квінт та Публій Сервілій Гемін, консул 252 і 248 років до н. е.
253 року до н. е. Гнея Сервілія було обрано консулом разом з Гаєм Семпронієм Блезом. Вони діяли проти карфагенян під час Першої пунічної війни. Після невдалого маневру висадитися в пунічному місті Лілібео, на західному узбережжі Сицилії, два консули направили свої 260 кораблів на узбережжя Північної Африки з метою провести грабіжницький набіг. Їм вдалося захопити багато міст і містечок, взяти багату здобич. Однак після того, як вони відпливли до Італійського півострову, їм довелося через шторм скинути велику частину здобичі, щоб звільнити кораблі й зменшити їхню вагу. Через деякий час повернулися на Сицилію. На зворотному шляху до Риму біля мису Палінур 150 суден затонули через інший шторм, що призвело до відмови Римської республіки від морської війни на певний час.
З того часу про подальшу долю Гнея Сервілія Цепіона згадок немає.